# 沢村専太郎
沢村 専太郎（さわむら せんたろう、明治17年（1884年）1月1日 - 昭和5年（1930年）5月23日）は、日本の東洋美術・美術史研究家、詩人。京都帝国大学文学部教授。第三高等学校寮歌を作詞し、詩人としては沢村 胡夷（さわむら こい）と号した。

## 生涯
明治17年（1884年）1月1日、滋賀県犬上郡彦根町京町（現彦根市京町）に、鉄道技師沢村伝次郎と定夫妻の長男として誕生した。父母が台湾に移住したため、祖父母により養育された。明治31年（1898年）滋賀県立第一中学（現彦根東高等学校）に入学し、明治36年（1903年）9月第三高等学校第一部に入学、明治39年（1906年）9月京都帝国大学文科大学哲学科に入り美学美術史を専攻、明治42年（1909年）7月『日本詩律論』を論文提出し卒業した。同年9月、東京帝国大学大学院に入学し、滝精一に師事し近世美術史を専攻した。また、国華社に入社して美術雑誌『国華』の編纂に携わった。『国華』では同年10月から「蕪村論」を4回連続で掲載執筆し、翌明治43年（1910年）10月号に「絵巻物に現出する山水論」を記した。大学院では近世美術史と併せ大和絵を研究した。
明治44年（1911年）10月東京美術学校（現東京芸術大学）講師として美学・美術史を担当（大正8年（1919年）退任）、大正元年（1912年）8月東京女子高等師範学校（現お茶の水女子大学においても講師として、美学・美術史を担当した。その間、大正6年（1917年）10月から翌年4月までインドのアジャンター石窟寺院の壁画調査を行い、同時に国華社から模写事業の監督と近隣の仏教美術調査を命じられた。
大正8年（1919年）8月京都帝国大学文学部助教授に就任し、9月より『日本美術史概論』講座を担当。大正10年（1921年）特殊講座「インド近代仏教美術の研究」を、大正11年（1922年）特殊講座「日本近世絵書史」を新たに担当した。大正12年（1923年）3月文部省在外研究員に任じられ、最初に中国で美術調査研究を行い、10月に渡欧しパリを拠点に欧州における東洋美術作品の研究を行った。大正13年（1924年）6月、東京帝大・京都帝大・東京帝室博物館の事業として、イギリス・フランス・ドイツにある中央アジアの美術遺産・絵画の模写事業を推進し、作品の選定及び監督を行った（模写を行ったのは長谷川路可）。これら美術品の中には第二次世界大戦で失われたものもあり、この時行われた模写は重要な資料となっている。大正15年（1926年）1月帰国し、9月より「シナ仏教美術史」を特殊講義で受け持った。また、奈良女子高等師範学校・龍谷大学・大阪府女子専門学校の兼任教授になり、大阪府立美術館創設に尽くした。
渡欧帰国以来体調を崩し、昭和4年（1929年）12月風邪をこじらせ、翌昭和5年（1930年）5月23日47歳で急逝。京都帝国大学は死去日をもって教授に叙した。

## 詩人 沢村胡夷
専太郎こと胡夷が本格的に詩作活動を行っていたのは、明治36年（1903年）3月『鑿の光』（滋賀県立第一中学校校友会誌 崇広）から大正4年（1915年）5月『砂州にて』（芸文 第6年5号）まで、およそ13年間に及ぶ。その間に150近くの詩を発表した。「紅萌ゆる岡の花」で始まる第三高等学校寮歌『逍遙の歌』は、三高在学中の明治38年（1905年）から翌年（1906年）の間に作詞された。
なお、明治40年（1907年）には詩集『湖畔之悲歌』を発表し、台湾訪問中に依頼を受け、昭和3年の暮れ胡夷として最後の詩となる『台湾警察歌』を作詞した。

## 著作
沢村専太郎として主な著作
- 「日本絵画史の研究」（沢村専太郎著 星野書店 1931年）
- 「東洋美術史の研究」（沢村専太郎著 星野書店 1932年）
- 「聖徳太子論纂」「聖徳太子御絵伝に就て 沢村専太郎」の項（平安考古会 1921年）
- 「弘法大師と日本文化」「美術史上の弘法大師 澤村專太郞」の項（栂尾密道編 六大新報社 1929年）
- 「北京近代科学図書館館刊 第4号」「近代繪畫上的自然觀 澤村專太郎」の項（北京近代科学図書館 1938年）
- 「弘法大師と日本文化日本美術の鑑賞」「近代篇蕪村「秋冬山水圖」 澤村專太郎」の項（帝国教育会出版部 1942年）
- 「天平の文化 上巻」「天平時代に於ける繪畵 澤村專太郞」の項（朝日新聞社 1943年）

沢村胡夷として主な著作
- 「湖畔之悲歌」（澤村胡夷著 文港堂書店 1907年）
- 「沢村胡夷全詩集」（沢村専太郎 大嶋知子編 中央公論事業出版 1967年）